# Studio di fattibilità
Uno studio di fattibilità (formalmente progetto di fattibilità tecnica ed economica), nell'ambito della progettazione, consiste nell'analisi e nella valutazione sistematica delle caratteristiche, dei costi e dei possibili risultati di un progetto sulla base di una preliminare idea di massima. Comprende attività sia di natura tecnica che di natura economica relative alla fattibilità e alla sostenibilità economico-finanziaria-ambientale dell'investimento (pubblico o privato) che, in particolare per gli investimenti pubblici, implica una analisi costi-benefici. Lo studio si concretizza nella presentazione di un elaborato con grafici e prospetti, nonché nella stima dei costi di costruzione e di produzione edilizia correlati ai ricavi attesi (dalla commercializzazione o dalla gestione dell'opera nel lungo termine) finalizzato a dimostrare, come indicato dal Codice degli appalti, l'"equilibrio economico e finanziario" del progetto.

## Descrizione
L'importanza strategica del Progetto di fattibilità tecnica ed economica (caratterizzato da un livello di approdondimento inferiore rispetto allo Studio di fattibilità, inter alia in considerazione del livello di dettaglio della progettazione posta alla base delle analisi valutative), è stata ribadita dal legislatore nazionale nella promulgazione del Codice dei contratti pubblici (D.lgs. 18 aprile 2016, n. 50, successivamente modificato dal D.lgs. 31 marzo 2023, n. 36).
Il Codice delle Valutazioni Immobiliari - Italian Property Valuation Standard (edizione 2025), identifica le metodiche appropriate per la formulazione di giudizi di convenienza economico-finanziaria di piani e progetti. I livelli di valutazione sono correlati ai livelli di progettazione. In base agli elementi disponibili potranno essere elaborati: lo Studio di opportunità (Sdo), il «Progetto di fattibilità tecnica ed economica» e lo Studio di fattibilità (Sdf). La valutazione economica del progetto è pertanto finalizzata a verificare ex ante, con approccio olistico, in considerazione di variabili di carattere privatistico o pubblicistico (laddove rilevanti per le finalità previste dal Codice dei contratti pubblici), la possibilità di realizzare la migliore idea progettuale in considerazione dell’analisi dei profili tecnici, dei vincoli urbanistico-edilizi, delle variabili economiche e legali, inclusi gli aspetti della sostenibilità finanziaria e gestionale dell’opera  .

### Progetto di fattibilità tecnica ed economica
Il Codice dei contratti pubblici prevede, all'art. 41 (Livelli e contenuti della progettazione), comma 1, che la progettazione in materia di lavori pubblici sia articolata in due livelli di successivi approfondimenti tecnici: il Progetto di fattibilità tecnica ed economica e il Progetto esecutivo.
In precedenza, nel Regolamento di attuazione ed esecuzione del previgente Codice dei contratti pubblici (o "Codice appalti"), di cui al Decreto del presidente della Repubblica n. 207/2010, all'art. 14 (Studio di fattibilità) definiva espressamente le caratteristiche dello Studio di fattibilità; in particolare, al comma 1, veniva indicata la struttura dello studio, costituita da una relazione illustrativa contenente:
- le caratteristiche funzionali, tecniche, gestionali, economico-finanziarie dei lavori da realizzare;
- l'analisi delle possibili alternative rispetto alla soluzione realizzativa individuata;
- la verifica della possibilità di realizzazione mediante i contratti di partenariato pubblico privato di cui all'art. 3, comma 15-ter, del Codice dei contratti pubblici;
- l'analisi dello stato di fatto, nelle sue eventuali componenti architettoniche, geologiche, socio-economiche, amministrative;
- la descrizione, ai fini della valutazione preventiva della sostenibilità ambientale e della compatibilità paesaggistica dell'intervento, dei requisiti dell'opera da progettare, delle caratteristiche e dei collegamenti con il contesto nel quale l'intervento si inserisce, con particolare riferimento alla verifica dei vincoli ambientali, storici, archeologici, paesaggistici interferenti sulle aree o sugli immobili interessati dall'intervento, nonché l'individuazione delle misure idonee a salvaguardare la tutela ambientale e i valori culturali e paesaggistici.

Il Codice delle Valutazioni Immobiliari definisce in maniera esaustiva quali sono le macrofasi della valutazione economica dei progetti, i "vincoli del progetto", le caratteristiche quali-qualitative, nonché le modalità tecnico-scientifiche caratterizzanti le attività funzionali alla elaborazione e alla definizione dello Studio di fattibilità. 
Studio di fattibilità che, di fatto, ricomprende il Progetto di fattibilità tecnica ed economica e, pertanto, anche ai fini della bancabilità dell'investimento, mira a dimostrarne la sussistenza della contemporanea presenza delle condizioni di convenienza economica e di sostenibilità finanziaria dell'investimento in considerazione dei fattori ESG e del ciclo di vita dell'opera (Life-cycle assessment).
In sintesi, lo Studio di fattibilità si basa su analisi e valutazioni, supportate da dati ed elementi certi ed univoci, per cui si devono adottare criteri chiari e trasparenti, finalizzati a garantire l'obiettività e la intelligibilità dello studio anche in un'ottica di Green Projects Evaluation, e quindi la condivisibilità dei suoi risultati (output).
Il prodotto finale risulterà costituito da un insieme di analisi e valutazioni funzionali alla dimostrazione della fattibilità tecnica, la conformità urbanistico-edilizia, la convenienza economica e la sostenibilità finanziaria del progetto (o del programma), in considerazione delle tempistiche realizzative, eventualmente offrendo indicazioni utili a orientarne le priorità, le fasi e linee di azione, le lavorazioni (WBS).

### Equilibrio economico e finanziario
Già la legge n. 415 del 14 novembre 1998 (abrogata dall'articolo 256 del D.lgs. 12 aprile 2006, n. 163, ossia la previgente versione del Codice dei contratti pubblici), aveva introdotto novità di rilievo nel ruolo attribuito nelle attività di programmazione delle opere pubbliche sia a soggetti pubblici, sia privati, diversi dall'amministrazione aggiudicatrice. Il privato poteva proporre alla pubblica amministrazione progetti tecnici o studi di fattibilità per opere che riteneva di pubblica utilità o di pubblico interesse (art. 37, c.2); la pubblica amministrazione non aveva alcun impegno al riguardo né di esame e valutazione preventiva ai fini della programmazione triennale, né ex post di riconoscere un compenso al proponente per i costi affondati dello studio e del progetto, nell'eventualità di un suo finanziamento e cantierizzazione.
Attività ridefinitie ed integrate successivamente dal D.lgs. 18 aprile 2016, n. 50, anche mediante la previsione del "Progetto di fattibilità tecnica ed economica" e dalla previsione della necessità di assicurare un «equilibrio economico e finanziario» dell'iniziativa, ossia "la contemporanea presenza delle condizioni di convenienza economica e sostenibilità finanziaria": per convenienza economica si intende la capacità del progetto di creare valore nell’arco dell'efficacia del contratto e di generare un livello di redditività adeguato per il capitale investito; per sostenibilità finanziaria si intende la capacità del progetto di generare flussi di cassa sufficienti a garantire il rimborso del finanziamento (v. Art. 3, comma 1, lettera fff).

### Market scouting
Prima della riforma del 2006 nell'ordinamento italiano non era prevista un'attività di market scouting da parte della PA, vale a dire la possibilità del soggetto pubblico di chiedere informalmente la consulenza degli operatori di settore, avvalendosi del loro know-how per ottenere una stima di massima (oggi analitica) dei costi e la specifica dei requisiti tecnici e progettuali preliminari ai bandi di gara, in un regime di regolazione del conflitto di interessi anche potenziale.